# هيلغا أرندت
هيلغا أرندت (بالألمانية: Helga Arendt)‏ (و. 1964 – 2013 م) هي منافسة ألعاب القوى، وعداءة سريعة ألمانية، ولدت في كولونيا، شاركت في الألعاب الأولمبية الصيفية 1988، توفيت في شمال الراين-وستفاليا، عن عمر يناهز 49 عاماً، بسبب مرض.

## روابط خارجية
- هيلغا أرندت على موقع الاتحاد الدولي لألعاب القوى (الإنجليزية)
- هيلغا أرندت على موقع أوليمبيديا (الإنجليزية)